# Sahagún (Córdoba)
Sahagún é um município da Colômbia, localizado no departamento de Córdoba.